# مولود معمري
مولود معمري (1917 - 1989) هو روائي وباحث أمازيغي جزائري في اللسانيات الأمازيغية، ولد في 28 ديسمبر 1917 بتاويرت ن ميمون في آيت يني (ولاية تيزي وزو)، انتقل في الثانية عشرة من عمره إلى مدينة الرباط للدراسة الٍتي واصلها في بالجزائر ثم في باريس. مارس مِهنة التعليم ابتداء من سنة 1947 في المدية وفي جامعة الجزائر 1962. كان أول رئيس ل اتحاد الكتاب الجزائريين سنة 1963، لكنه لم يدم طويلا في منصبه نظرا للخلافات الايديولوجية بين أعضاء الاتحاد حول دور المثقف في المجتمع.

## تاريخ

روائي وباحث جزائري أرسى قواعد اللغة الأمازيغية، وكرس حياته للبحث والتنقيب في ثقافة الأمازيغ. أدى منع إحدى محاضراته في جامعة تيزي وزو عام 1982 إلى ما سمي بالربيع الأمازيغي. اشتهر بمؤلفاته المكتوبة باللغة الفرنسية.

## الدراسة والتكوين
بدأ تعليمه الأولي في مسقط رأسه، وفي سن الـ12 انتقل إلى مدينة الرباط للدراسة، وعاد بعد أربع سنوات إلى الجزائر، ثم انتقل إلى باريس والتحق بالمدرسة العليا للأساتذة. في عام 1940 عاد إلى الجزائر مجددا والتحق بكلية الآداب بجامعة الجزائر، وهي الفترة التي نشر فيها سلسلة مقالات بمجلة «أكدال» المغربية حول المجتمعات الأمازيغية من خلال تناولها ببعد أنثروبولوجي ساهم في تطوير اللغة والثقافة الأمازيغيتين. وبسبب نشاطه اللافت، تعرض لملاحقات ومضايقات من طرف الاستعمار الفرنسي، ما دفعه إلى مغادرة الجزائر والاتجاه مجددا إلى مدينة الرباط المغربية عام 1957، وهي المحطة التي سمحت له بالتعرف بكتاب مغاربة أمازيغ، وإثراء مداركه في علم اللسانيات الأمازيغية حيث قام بمحاولات لتأسيس قاموس أمازيغي موحد بين دول المغرب الكبير.

## الوظائف والمسؤوليات
بدأ معمري مساره المهني مدرسا في مدينة المدية الجزائرية، وأصبح عام 1963 أول رئيس لاتحاد الكتاب الجزائريين، قبل أن يغادر الاتحاد لخلافات إيديولوجية وفكرية بينه وبين أعضائه. أشرف في الفترة ما بين 1965 و 1972 على تدريس (اللغة الأمازيغية) بالجامعة، غير أنه منع من إلقاء محاضرات باللغة الأمازيغية في خلية الأنثروبولوجيا التي كان يشرف عليها في الجامعة. وخلال الفترة الممتدة ما بين 1969 و 1980، تولى معمري رئاسة المركز الوطني للأبحاث الأنثروبولوجية ودراسات ما قبل التاريخ، وفيها أصدر مجلة علمية متخصصة تحمل عنوان «ليبيكا». وفي 10 مارس/آذار 1980، منعت السلطات الجزائرية إلقاء محاضرة بجامعة تيزي وزو بعنوان «الأدب الشعبي القبائلي» ما أدى إلى احتجاجات عارمة أصبحت تسمى فيما بعد بـ «الربيع الأمازيغي». وفي عام 1982 أسس بباريس «مركز الدراسات والأبحاث الأمازيغية».

## المؤلفات
اشتهر معمري بمؤلفاته المكتوبة باللغة الفرنسية، وكتب العديد من الروايات، منها روايته الأولى «الهضبة المنسية» أو «الربوة المنسية» الصادرة عام 1952، ولقيت اهتماما بالغا من طرف النقاد والأدباء.
وكتب عن تلك الرواية عميد الأدب العربي طه حسين في دراسة نقدية ضمن كتابه نقد وإصلاح، جاء فيها «كتاب الربوة المنسية دراسة اجتماعية عميقة دقيقة تصور أهل هذه الربوة في عزلتهم، وقد فرغوا لأنفسهم واعتمدوا عليها، فلم يكادوا يذكرون أحدا غيرهم من الناس، وهم يجهلون ما وراء الجبال التي تقوم دونهم، لا يعرفون إلا حين يضطرون إلى ذلك اضطرارا وما أقل ما يضطرون إليه، وهم لا يشعرون بالحكومة إلا حين تجبي منهم الضرائب على ما تثمر لهم الأرض وما يكسبون من المال».
وإلى جانب «الربوة المنسية»، كتب معمري «غفوة العادل» (1955) و«الأفيون والعصا» (1965)، «العبور» (1982)، وفي عام 1965 جمع ونشر مجموعة قصائد الشاعر القبائلي «سي محند أومحند»، وفي عام 1973 نشر مجموعة قصصية تحت عنوان «موظفة البنك».
أصدر معمري عام 1980 ديوان شعري بعنوان «أشعار القبيلة»، وفي عام 1982 أسس مجلة «أوال» (الكلمة) التي تعنى بالقضايا الثقافية الأمازيغية، وأنجز عملا غير مسبوق في النحو الأمازيغي أسماه تاجرومت أي القواعد.
وله مقالات أنثروبولوجيا منشورة تهتم بالمسألة الأمازيغية، وقد حوّلت بعض أعماله إلى أفلام خالدة في تاريخ السينما الجزائرية أشهرها فيلم «الهضبة المنسية» و«الأفيون والعصا» للمخرج الجزائري المعروف أحمد راشدي.

## الجوائز والأوسمة
حصل «معمري» على جوائز عدة تقديرا لجودة أعماله الروائية والأكاديمية، منها «جائزة الدكتور هونور». وفي عام 1988 كرم بالدكتوراه الفخرية من طرف جامعة السوربون بفرنسا نظير ما قدمه من أعمال أدبية إنسانية خالدة.

## وفاته
توفي مولود معمري في 26 فبراير 1989 في حادث سيارة بِعين الدفلى بعد عودته من ملتقى بوجدة (المغرب). التشريح الرسمي للجثة قال أن سبب الوفاة هو سقوط شجرة على سيارة الكاتب. ويشتبه في أنّ وفاته كانت اغتيالا سياسيا.

## جنازته
دفن في مسقط رأسه بتاوريرت ميمون (تيزي وزو) في 28 فبراير 1989. وكانت جنازة مهيبة حضرها عشرات الألوف من الرجال والنساء والأطفال. كما أنه لم يشهد الجنازة أحد من الرسميين الجزائريين.

## بعض أعماله
- الأفيون والعصى - L'opium et le bâton - (رواية). 1965
- الربوة المنسية - La colline oubliée - (رواية). 1952
- غفوة العادل - Le sommeil du juste - (رواية) 1952
- العبور - La traversée- (رواية) 1982
- تاجرومث ن تمازيغث (هي بمثابة أجرومية اللغة القبائلية)
- قال الشيخ محند. 1969
- أشعار سي محند أو محند. 1969
- حمار الوحش (Le Zèbre)- قصة-
- الخطمي (L'Hibiscus) - قصة-
- مؤسس المجلة الثقافية awal

## في السينما
في سنة 1971، تمّ إنتاج فيلم الأفيون والعصا (فيلم) من إخراج أحمد راشدي المقتبس من روايته التي تحمل نفس الاسم.

## تكريمات
- في سنة 1988، منحته جامعة السوربون شهادة الدكتوراة الفخرية (doctorat honoris causa) من أجل أعماله الأدبية واللغوية.
- سميت جامعة تيزي وزو باسمه وكذلك دار الثقافة.
- اختير اسمه من أجل جائزة ثقافية وأدبية أمازيغية.

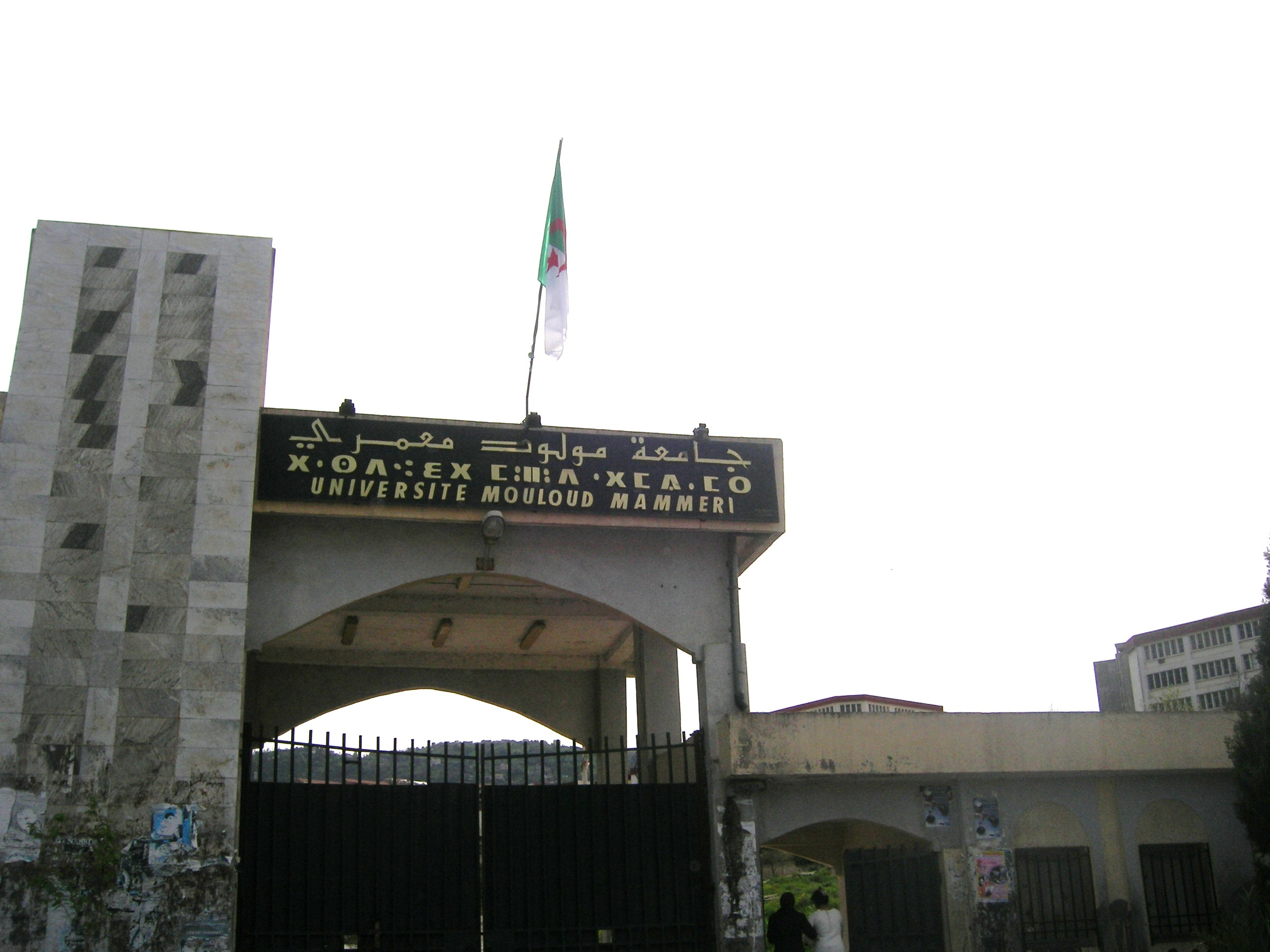
المدخل الرئيسي لجامعة مولود معمري (باسطوس)
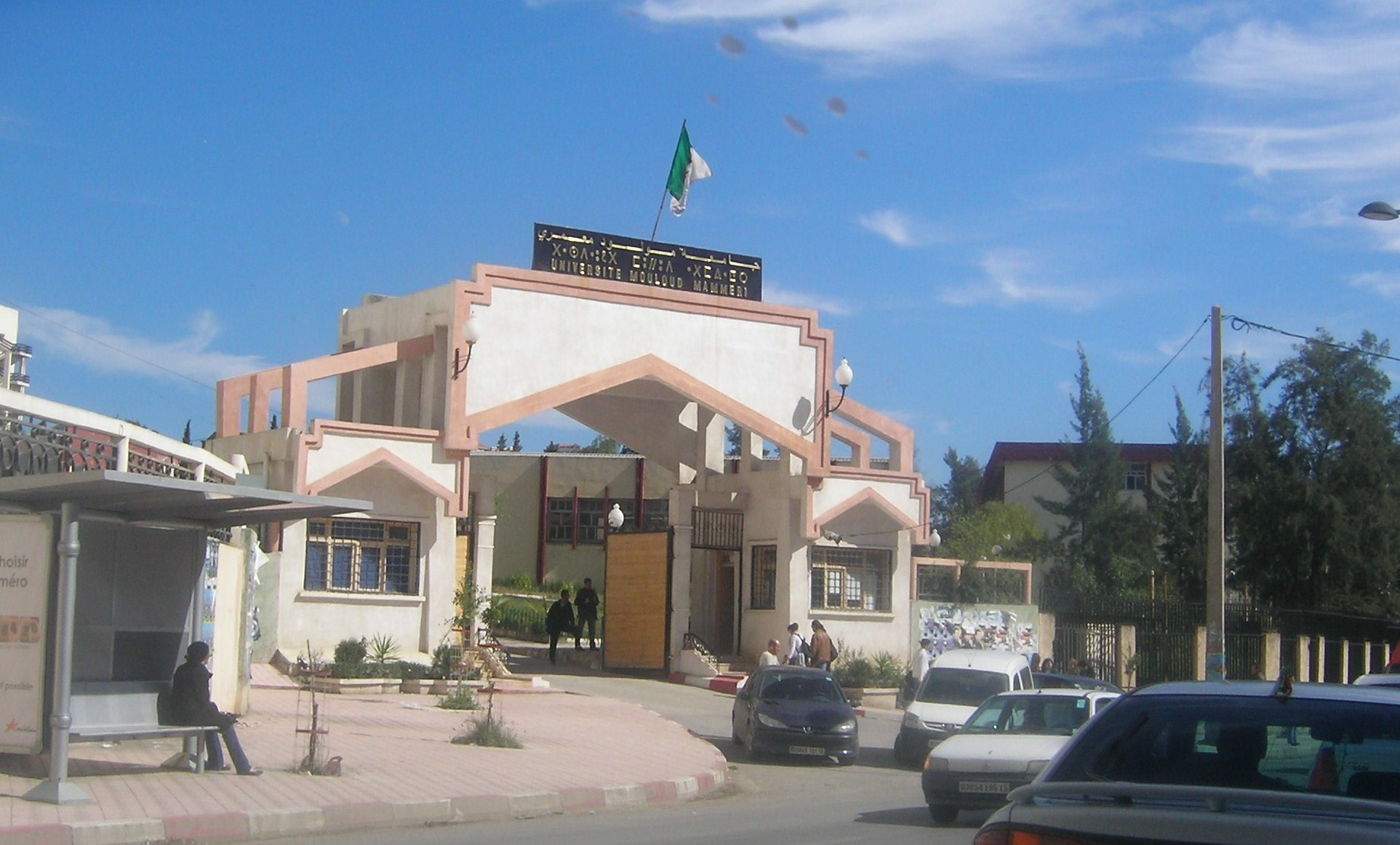
المدخل الرئيسي لجامعة مولود معمري (حسناوة)
مولود معمري مع قدور محمصاجي و جان سيناك

## روابط خارجية
- مولود معمري على موقع IMDb (الإنجليزية)
- مولود معمري على موقع الموسوعة البريطانية (الإنجليزية)
- مولود معمري على موقع قاعدة بيانات الفيلم (الإنجليزية)